# الطاسة (حزم العدين)

تعديل مصدري - تعديل

الطاسة محلة تابعة لقرية الطرف، التابعة لعزلة الشعاور بمديرية حزم العدين إحدى مديريات محافظة إب في الجمهورية اليمنية، بلغ تعداد سكانها 47 حسب تعداد اليمن لعام 2004.